# Учебный проект
Учебный проект — совместная учебно-познавательная, творческая или игровая деятельность учащихся-партнеров, имеющая общую цель, согласованные методы, способы деятельности, направленная на достижение общего результата по решению какой-либо проблемы, значимой для участников проекта. Является основной формой организации познавательной деятельности учащихся в рамках   метода проектов  .
  Учебный телекоммуникационный проект  — это совместная учебно-познавательная творческая или игровая деятельность учащихся-партнеров, организованная на основе ресурсов информационно-коммуникационных технологий (например, Интернет), имеющая общую цель, согласованные методы и способы деятельности, и направленная на достижение общего результата по решению какой-либо проблемы, значимой для участников проекта.